# Bucarde épineuse
Acanthocardia aculeata
Espèce
Synonymes
- Cardium aculcatum Aradas & Benoit, 1870[1]
- Cardium aculeatum var. depressa J. T. Marshall, 1893[1]
- Cardium aculeatum Linnaeus, 1758[1] [2]
- Cardium spinosum J. Sowerby, 1804[1]

La Bucarde épineuse (Acanthocardia aculeata) est une espèce de mollusques bivalves de la famille des Cardiidae. C'est une espèce comestible.

## Répartition et habitat
On la trouve en mer Méditerranée et dans le Nord-Est de l'océan Atlantique. La Bucarde épineuse se rencontre à des profondeurs comprises entre 10 et probablement 100 m.

## Description
Si ce bivalve mesure habituellement 7 cm de longueur, il peut exceptionnellement atteindre 10 cm.
Valve droite et gauche du même spécimen:

Valve droite
Valve gauche

## Alimentation
Ce mollusque se nourrit de phytoplancton.